# 黃章翹
黃章翹（Sherrie Wong），香港新聞從業員，1997年畢業於香港中文大學新聞及傳播學院，任職無綫新聞編輯，曾兼任周末的午間新聞主播。曾在無綫新聞回顧節目《2005年大事回顧系列》中擔任高級編輯，其後該節目獲香港電台《最佳電視節目欣賞指數調查2005》頒授「最佳電視節目第1位」。另外，於2005年12月20日播放的《星期二檔案》特意邀請她擔任替更旁述，並以「世貿下的香港」作為題材。
黃章翹於2007年8月暫別無綫新聞繼續升學，直到2008年8月返回崗位，主力報道外電新聞，但不足半年又離職，而她現已轉往其他行業工作。曾任瑞士聯合銀行公共關係主管、香港政府資訊科技總監辦公室高級編輯。